# أوليفولا
أوليفولا (بالإيطالية: Olivola) هي بلدية في مقاطعة ألساندريا في إقليم بييمونتي في إيطاليا.

## السكان
في سنة 1861 بلغ عدد السكان 352 نسمة، وتطور العدد ليصل في سنة 2011 لـ 123 نسمة.
يظهر هذا المخطط البياني تطور النمو السكاني لـ أوليفولا